# Laura Shigihara
Laura Shigihara ist eine japanisch-amerikanische Singer-Songwriterin, Computerspielentwicklerin und Komponistin für Computerspielmusik. Sie ist bekannt als Komponistin der Titelmusik von Pflanzen gegen Zombies und Entwicklerin des Rollenspiels Rakuen.

## Biografie
Shigiharas Vater ist japanischer Herkunft und ihre Mutter ist Franko-Amerikanerin. Shigihara wuchs in den Vereinigten Staaten und Japan auf. Sie hat 11 Jahre lang Klavierspielen geübt und brachte sich selbst das Gitarre- und Schlagzeugspielen bei. Sie komponierte eigene Computerspielmusik und nahm eigene Songs auf. Nachdem ein Freund ihre Werke an Plattenfirmen in Japan gab, wurden Shigihara Plattenverträge angeboten, die sie jedoch aus persönlichen Gründen ablehnte.
Kurz nachdem sie in die Vereinigten Staaten zurückgekehrt ist, hat Shigihara einen Job als Sound Director bei einer Firma, die Audio-Talkshows und Englischlernmaterial durch Apple Japan produzieren, angenommen. Sie hat außerdem ein Studioalbum veröffentlicht und komponierte ihren ersten Computerspielsoundtrack für ein kleines Casual Game mit dem Titel Wobbly Bobbly. Sie war so aufgeregt, an einem Computerspiel mitzuarbeiten, dass sie ihre Arbeit kostenlos anbot. Die Firma mochte ihre Arbeit und bezahlte sie, um Musik für folgende Projekte zu erstellen. Von da an erstellte sie sich ihr Portfolio und arbeitete inzwischen an über 25 veröffentlichten Titeln, darunter Pflanzen gegen Zombies, Ghost Harvest, World of Warcraft, Minecraft und To the Moon mit. In ihrer Freizeit hat sie auch ein musikbasierendes Rollenspiel mit dem Titel Melolune entwickelt und ist auf Akira Yamaokas iTunes-Album Play for Japan, wo sie einen eigenen Song mit dem Titel Jump beisteuerte. Am 15. April 2012 erschien ihre Single „Cube Land“. Im Mai 2017 wurde das von ihr entwickelte Computerspiel Rakuen veröffentlicht.

## Diskografie
Sie hat Musikstücke für über 25 Computerspiele komponiert. Zusätzlich zu der englischen Version des Songs Zombies on Your Lawn, sang sie auch die japanische Version des Songs Uraniwa ni Zombies ga für das Spiel Pflanzen gegen Zombies. Shigihara nahm außerdem Gesang für das Singing Sunflower pet in World of Warcraft: Cataclysm auf. Sie ist neben anderen Komponisten wie Nobuo Uematsu und Yasunori Mitsuda auch in Akira Yamaokas Album Play For Japan zu hören.
- My Blue Dream (Album, 2004)
- Melolune: The Original Soundtrack Part 1 (2010)
- Blood Elf Druids aus World of Warcraft (2010)
- Plants vs. Zombies: The Soundtrack (2010)
- Celestial Beings (2011)
- Cube Land (2011)
- Everything's Alright aus To the Moon (2011)
- From the Ground Up (2012)
- Where No One Goes aus Drachenzähmen leicht gemacht 2 (2014)
- Wish My Life Away aus Finding Paradise (2017)
- Rakuen: Official Soundtrack (2017)
- Ballad of the Goddess aus The Legend of Zelda: Skyward Sword (2020)
- Stronger Than You aus Steven Universe (2020)
- shigi lofi, vol 1 (Album, 2021)